# 红楼梦
《紅樓夢》也称《石头记》，中國古典長篇章回小說，一般俗稱的四大小說名著之一。《红楼梦》书内提及的別名，还有《情僧录》、《风月宝鉴》、《金陵十二钗》。故事是從女媧補天時所剩下的一塊石頭講起，因無才補天而隨神瑛侍者入世，幻化為賈寶玉与降世時口銜的美玉（贾宝玉即“假宝玉”）遊歷世間最后归彼大荒，因此又名《石頭記》。乾隆四十九年甲辰（1784年）梦觉主人序本题为《红楼梦》（甲辰梦序抄本）。1791年在第一次活字印刷（程甲本）后，《红楼梦》便取代《石頭記》成为通行的书名。
《红楼梦》被评为中国古典章回小说的巅峰之作，思想价值和艺术价值极高。在20世紀，《紅樓夢》是中國最受重視的文學作品之一。因为其不完整性、原作者曹雪芹已亡故、內容鉅細靡遺且結局設定超乎尋常等特性，留下许多谜团引人探究，也构成了一门学問——红学。
原本前80回尚存。程偉元稱自己經過多年收集，重金購得《紅樓夢》後四十回殘稿，並与高鹗一起對不連貫的地方進行補綴，於1791年和1792年印行一百二十回《紅樓夢》一百多年間，《紅樓夢》以此120回本流傳。但某些学者研究认为：据脂砚斋批语，本书应少于114回，并据此认定后40回为后人续作。但持后40回含有曹雪芹原稿观点的人认为《红楼梦》第一回已说作者增删改数次，不排除作者在这部巨著的数年写作途中更改思路和故事架构，因此出现不符。根據索隱派和考據派的考證，均認為紅樓應有108回。比如脂批中多次提到“後半部”、“後三十回”等。劉心武、周汝昌等均認為紅樓應有108回。
從1920年代開始，胡適在「大膽假設、小心求證」之下，認為後四十回非曹雪芹著，並提出高鹗续書後四十回，且後四十回不如前八十回,甚質疑有扭曲上下文意之嫌。
人民文学出版社认为後四十回是無名氏續，并由程偉元和高鶚整理，且此無名氏的生活年代要晚於曹雪芹，而早於高鹗和程伟元。

## 作者
《红楼梦》一書的作者向來沒有定論。該書原本沒有署名，只有在原作第一回裡，提及「曹雪芹于悼红轩中，披阅十载，增删五次，纂成目录，分出章回」。紅學家對於曹雪芹為實際作者，或者只是編者有所爭議。此外，紅學家亦認為其他人亦有可能為《紅樓夢》的作者，「候選人」多達六十多個。
早期一般认为前八十回与後四十回是同一作者。至民國時代，學者開始對於《紅樓夢》的作者多所考證。王國維在《紅樓夢評論》中指出：「《红楼梦》自足为我国美术上之唯一大著述，则其作者之姓名，与其著书之年月，固为唯一考证之题目。」胡適為首的考證派對於曹雪芹和其家世作了大量的考證，提出《红楼梦》後四十回和前八十回的作者并非同一人，怀疑後四十回为高鹗所写。但是，随着研究深入，人民文學出版社於2008年修訂再版的「新校本」《红楼梦》署名又从“曹雪芹、高鹗著”更改为“（前八十回）曹雪芹著，（後四十回）無名氏續，程偉元、高鶚整理”，使得作者问题进一步复杂化。

## 主题思想
作者以贵族家庭的兴衰为主轴。为避免文字触及时事，躲避清政府文字狱，于是虚构朝代，隐去真事。以贾宝玉、林黛玉、薛宝钗等人物的爱情、婚姻与命运，展现了封建社会的世态人情、文化思想及人性复杂性，以及在封建礼教与家族利益下的无奈与冲突。又以贾府的荣华与衰落为叙事主线，折射出封建社会的兴衰与弊端。
《紅樓夢》主要描寫一個美好世界的興起、發展，和最後無可避免的悲劇性幻滅。小說創造了兩個對比鮮明的世界，一為大觀園以外的現實世界，一為大觀園的理想世界，即第5回賈寶玉所夢見「太虛幻境」的人間投影。兩個世界是骯髒墮落，和乾淨純潔的強烈對比。大觀園是賈寶玉和諸姊妹的乾淨土，把女兒們與外界隔絕，希望女兒們在裏面過無憂無慮的逍遙日子，永遠保持青春，不要出嫁，以免染上男人的齷齪氣味。大觀園所住男人只有賈寶玉一個，但他在園中跟一些女子有染。作者創造了大觀園這個理想世界，希望它長駐人間；另一方面他又無情地寫出，現實世界的力量不斷摧殘理想世界，直至它完全毀滅。從71回開始，作者已開始布置大觀園理想世界的幻滅，73回繡春囊的出現，正象徵大觀園的開始墮落。曹雪芹原著的結局，是大觀園清淨世界的破滅，人物身份地位的顛倒。例如原有潔癖的妙玉，在原著結局中卻淪落風塵，最為不堪。最愛乾淨的人物走到最齷齪的角落去，強烈的對照襯托了結局的悲慘。

## 成书过程
《红楼梦》诞生于18世纪中国封建社会末期，当时清政府实行闭关锁国，举国上下沉醉在康乾盛世、天朝上国的迷梦中。这时期从表面看来，好像太平无事，但骨子里各种社会矛盾正在加剧发展，整个王朝已到了盛极而衰的转折点。
在康熙、雍正两朝，曹家祖孙三代四个人总共做了58年的江宁织造。曹家极盛时，曾办过四次接驾的阔差。曹雪芹生长在南京，少年时代经历了一段富贵繁华的贵族生活。但后来家渐衰败，雍正六年（1728）因亏空得罪被抄没，曹雪芹一家迁回北京。回京后，他曾在一所皇族学堂“右翼宗学”裡当过掌管文墨的杂差，境遇潦倒，生活艰难。晚年移居北京西郊，生活更加穷苦，“满径蓬蒿”，“举家食粥酒常赊”。《红楼梦》一书是曹雪芹破产倾家之后，在贫困之中创作的。创作年代在乾隆初年到乾隆三十年（1736—1765）左右。
《红楼梦》开卷第一回第一段“作者自云”即是曹雪芹自序。在这篇自序中，曹雪芹以真实身份出现，对读者讲述写作缘起。据他自述，他是依托自己早年在南京亲历的繁华旧梦而写作此书。因流落北京西郊，碌碌无为，一事无成，猛然回忆起年少时家里所有的女孩儿，觉得她们的见识才气远远超过自己，不禁深自愧悔。祖上九死一生创下这份家业，当年自己身在福中，却不务正业，不听从父母老师的管教，以致长大后一技无成，半生潦倒。曹雪芹将这段经历和悔悟写成小说，就是要告诉读者，虽然自己罪不可免，但那些女孩儿都是生活中实有其人，万不可为了掩盖自己的罪行而使她们的事迹湮灭无闻。一念及此，心旌荡漾，一切困难都不在话下。何况乡野生活悠闲自在，风光宜人，更令他思如泉涌，下笔如神。曹雪芹自谦才疏学浅，只得用市井白话来写这部小说，意在为那些女孩儿立传，排遣自己的苦闷，兼以供读者把玩赏析。

## 故事情节
《紅樓夢》故事主线为賈寶玉、林黛玉及薛寶釵三人的愛情與婚姻悲劇，以及賈寶玉親戚賈府、史家、薛家、王家等四大家族的興衰。
《紅樓夢》現存版本，有八十回本和一百二十回本兩類。因此以下故事情节分“前八十回”与“后四十回”分别介绍。

### 前八十回

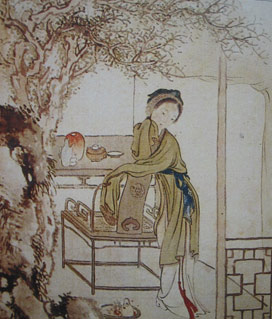
书中一幕，徐宝篆（1810年生）绘

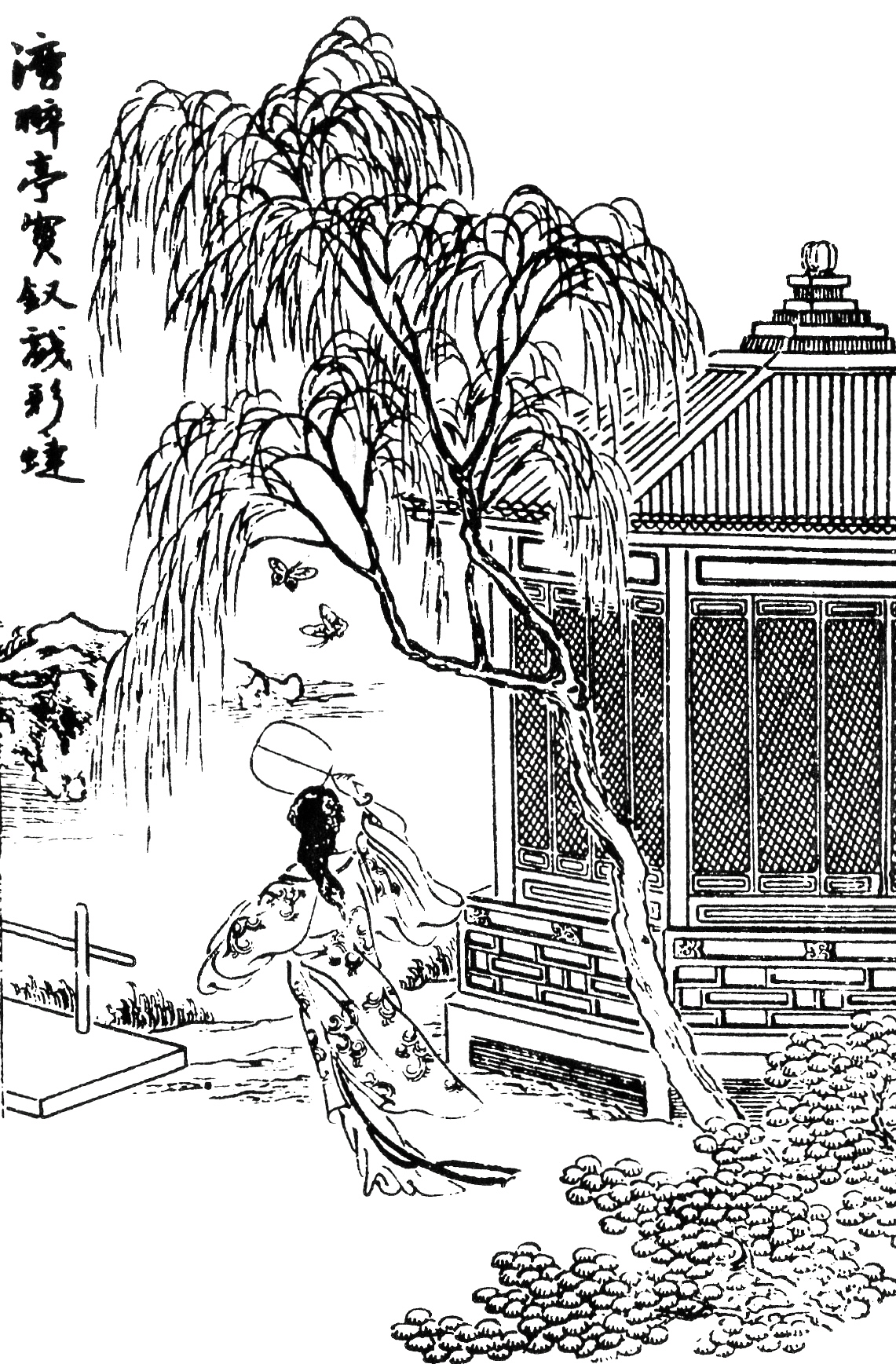
滴翠亭寶釵戏彩蝶

女娲煉石补天，用了三萬六千五百顆石頭，剩一块石未用，是為顽石，顽石经过修炼已经有了灵性。一僧一道携它变幻为美玉带入尘世，變成「通灵宝玉」。适逢神瑛侍者对一株绛珠仙草有浇灌之恩，又动了凡心下凡游历人间。绛珠仙草后修炼成女体，闻讯亦随之下凡，打算把一生所有的眼泪还他。僧道二人欲了结这段公案，并将「通灵宝玉」夹带其中。元宵时节，霍启不慎丢失了英莲。葫芦庙失火祸及甄家，落魄的甄士隐被一僧一道点化，解出《好了歌注》出家。穷困的贾雨村反而由贫入官。贾府是金陵四大家族之一，受有功勋，分为宁荣二府，族中最长者为贾母，最疼生来口中就含有一块通灵宝玉（即补天顽石）的孙儿贾宝玉。贾宝玉生来不喜读圣贤书，却爱与青春女性玩耍，为此与其父贾政关系紧张。林黛玉（即绛珠仙草）此时入居贾府。刘姥姥为了生计，也一进荣府。学堂内发生一场大混战，贾府男子众人，丑态尽出。
宁府长孙媳秦可卿去世，托梦叮嘱王熙凤盛筵必散。王熙凤协理秦氏丧事，场面辉煌，展示理家才能。荣府贾元春获选为妃并省亲，荣府为元春省亲修建别墅大观园，极尽奢华。
宝玉在池边读《会真记》，黛玉第一次葬花。赵姨娘与其子贾环，最恨贾宝玉。贾环欲烫瞎宝玉的眼，幸而未伤到眼睛，王夫人不骂贾环，把赵姨娘一顿臭骂。赵姨娘遂又命马道婆扎纸人作法害凤姐和宝玉。凤姐有事求黛玉，被打断，拿宝玉和黛玉的婚事取笑。宝凤二人忽随即因道婆作法而发狂，一僧一道前来相救。宝黛在春季结束时第二次葬花，林黛玉作成葬花词一首。
忽闻与贾府素无往来的忠顺王府来人，要找宝玉问琪官下落，说出交换汗巾之事，贾政大怒。贾政本要拿贾环出气，贾环却趁机说出金钏跳井之事，谎称金钏是因宝玉意图强奸而自尽。贾政怒不可遏，亲自下重手打了数十板，方被王夫人哭止，贾母闻讯训斥贾政，贾政亦自后悔。宝玉想听《牡丹亭》，却被龄官冷落，待见得贾蔷与龄官的景况，方知情缘皆有分定。

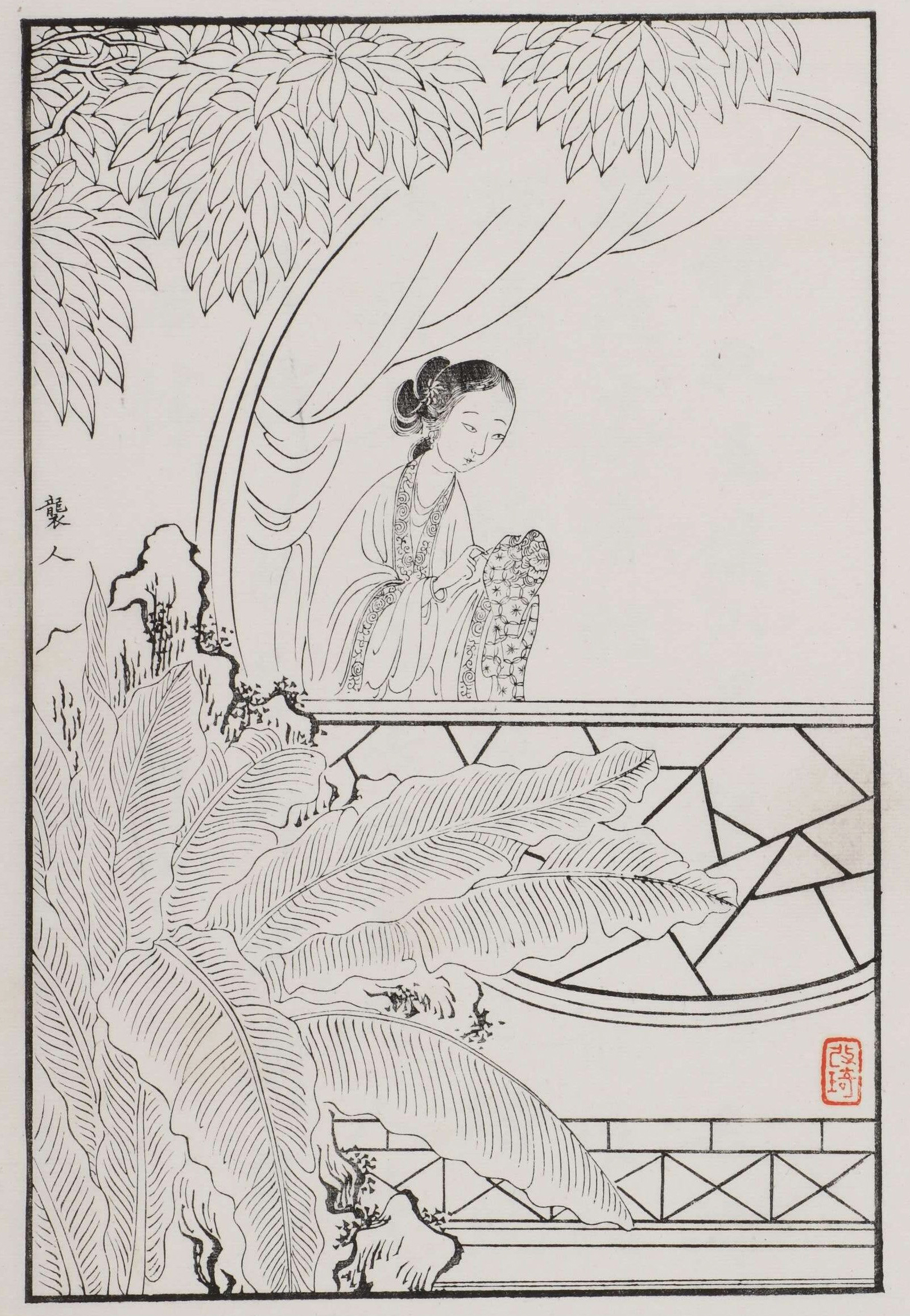
袭人，出自清改琦绘《红楼梦图咏》

探春写帖邀众人结诗社，众姐妹和宝玉以海棠为题作诗。宝玉想起湘云，邀来入社，湘云之作众人皆赞。刘姥姥二进荣国府，贾母设宴招待刘姥姥，刘姥姥闹出不少笑话；众人行酒令，所说词句颇有寓意，黛玉不经意说了几句《西厢记》中的句子，引起宝钗的注意，刘姥姥的令词又引发哄堂大笑。众人途经拢翠庵，妙玉请宝钗、黛玉到里间喝体己茶，宝玉也跟去。刘姥姥用了妙玉的一个成窑杯，妙玉嫌髒准备扔掉，宝玉做顺水人情送给了刘姥姥。刘姥姥出恭之后误打误撞到了怡红院，在宝玉的床上睡着，好在被袭人发现并掩饰过去。宝钗审问黛玉在行酒令时背出《西厢记》词句之事，以正言相劝，二人从此和好。黛玉于风雨夜作《秋窗风雨夕》词。
贾赦欲纳鸳鸯为妾，鸳鸯发誓不嫁贾赦。贾赦闻讯，明言鸳鸯看上了宝玉，实则暗指鸳鸯与贾琏有“私情”。贾母闻讯大怒，认为贾赦有意要把她身边的人支开。香菱向黛玉学作诗，以月为题，苦吟多首之后终得佳作。邢岫烟进京，路遇李纹、李绮，加上宝琴一起住进大观园，湘云也被贾母留下，园中热闹许多，交织成大观园中最美丽的景色。众人争联即景诗。宝琴作了十首怀古诗。元宵当晚，贾母在荣国府设宴。贾母把陈腐旧套批驳一番。
凤姐操劳成疾，李纨、探春、宝钗代为主持内务，更为严谨。蕊官托春燕给芳官带去蔷薇硝擦脸。贾环也想要，芳官把茉莉粉给了贾环。赵姨娘借此进园大闹，夏婆子从中加油添醋。
柳家的想叫女儿去宝玉房中当差，托芳官给宝玉说，芳官要玫瑰露给柳五儿吃，并答应让五儿在宝玉房里当差。赵姨娘内侄却欲娶柳五儿，柳家父母同意，五儿不愿，父母未敢应允，钱槐气愧，偏与柳家相与。柳家欲回，其哥嫂送给柳五儿茯苓霜。迎春的丫头莲花儿为司棋到厨房要炖鸡蛋羹，柳家的不给，迎春的大丫头司棋便领人大闹厨房。柳五儿将茯苓霜分些赠芳官，回来被林之孝家的发现，王熙凤叫把柳家的打四十板，永不许进二门，把五儿打四十板，交给庄子，或卖或配人。宝玉替彩云瞒赃，平儿向偷太太玫瑰露给环儿的彩云说明情况，凤姐还要追究，经过平儿相劝，凤姐方罢。贾敬归天，尤氏理丧，尤老娘母女三人到宁府着家，贾蓉戏二姨。
刚烈的尤三姐因柳湘莲的拒绝娶配而引剑自尽；温柔的尤二姐因王熙凤的迫害吞金自杀。黛玉做“桃花诗”。众人改海棠社为桃花社，推黛玉为社主。湘云填柳絮词，黛玉邀众填词。宝钗诗中有“任他随聚随分”之句。众人后放风筝。鸳鸯望候凤姐，说凤姐患的是“血山崩”。贾琏请求鸳鸯暂把老太太的金银家伙偷着运出一箱子，暂押千数两银子支腾过去。
大观园内捡到绣春囊，王夫人命王熙凤带眾僕抄检大观园，王熙凤消极配合。睿智聪颖的三妹贾探春愤而说出：「百足之虫，死而不僵！必须先要从家里自杀自灭起来，才能一败涂地！」宁府夜宴，祖先灵位前竟听见了诡谲的叹息声，似乎是在指责贾府的不肖子孙，即将毁掉百年的簪缨望族。史湘云和林黛玉中秋夜联诗，句句似乎预言了贾府的命运，极为凄凉感伤：「寒塘渡鹤影，冷月葬花魂」。之后宝玉的贴身丫鬟晴雯因谗言被王夫人逐，病亡之后宝玉作《芙蓉女儿诔》。而薛宝钗愚蠢纵玩的哥哥薛蟠，娶了泼辣闹家的妻子；贾宝玉懦弱温和的二姊（堂姊）贾迎春，嫁给了残暴淫秽的丈夫。

### 後四十回
迎春出嫁，宝玉心中伤感。贾政逼宝玉去上课。袭人来潇湘馆打探口风，一婆子说了些造次之话，黛玉甚觉刺心，惊噩梦染上重病，探春湘云等来探视。
宫内报元妃身体欠安，贾母、贾政等人前往宫内探视。贾母向贾政提起宝玉亲事，贾政言宝玉尚需教化，亲自去试其文字。贾母为黛玉过生日，席间薛家人赶来通知薛蟠在外闹事打死了人。薛家人花银子、托关系买官赎罪，官府判薛蟠是误伤。
宝玉去潇湘馆，黛玉向宝玉介绍古琴知识。宝钗寄来书信，黛玉看后不胜感伤。宝玉、妙玉走近潇湘馆，听得黛玉抚琴悲秋之音，忽然琴弦崩断，宝玉疑惑。妙玉走火入魔。
宝玉见晴雯补过的雀金裘，心中悲伤并祭奠她。黛玉听到宝玉定亲的消息，千愁万感，把身子一天天糟蹋起来，杯弓蛇影，一日竟至绝粟。侍书与雪雁说宝玉亲事未定，老太太要亲上作亲，黛玉听了病情转好。贾母知黛玉心事，主张娶钗嫁黛，王夫人、凤姐附和。
夏金桂暗恋薛虬，借送酒调戏之。贾政、王夫人商量娶宝钗的事，宝玉来到潇湘馆，黛玉与其参禅。贾政过问水月庵风月案，贾琏替贾芹瞒丑。
怡红院海棠冬天开放，不知是祸是福，贾母叫办酒席赏花。宝玉丢玉，全家忙乱，请来妙玉扶乩。元妃薨逝，贾家悬赏寻玉。宝玉变得疯傻，老太太要给宝玉冲喜，凤姐献掉包计。
黛玉从傻大姐那里得知宝玉娶亲消息后迷失本性，黛玉咳血病重，焚烧诗稿，宝玉成亲。宝玉欲死，宝钗说黛玉已死，宝玉昏死噩梦。贾府人去潇湘馆哭黛玉。
贾政下属李十儿劝他做贪官，他不肯但信任李十儿。金桂调戏薛虬被香菱撞见。探春远嫁，宝玉叹繁华易散，袭人、宝钗规劝。凤姐去秋爽斋路上遇秦氏，遇鬼而信神。凤姐求签，得王熙凤衣锦还乡之句。探春辞别，尤氏在园中见鬼，贾珍等相继病倒。大观园不敢住人，为禽兽所栖，贾赦请法师驱邪逐妖。金桂想药死香菱反药死自己。
宁府被抄，贾赦贾珍被捆走，两府大乱。贾母祷天宽宥儿孙。主上宣旨革去贾赦、贾珍的世职，发配边疆，贾政袭贾赦的世职。雨村落井下石，包勇醉骂雨村。王夫人将家事交凤姐办理。贾母拿出银两给宝钗过生日，宝玉中途退席经潇湘馆闻鬼哭。宝玉欲梦黛玉而不得，错把五儿当做晴雯。贾母病重。迎春被中山狼折磨病死，史湘云丈夫得了暴病。贾母寿寝，凤姐办理丧事，可办事力诎，失去人心。鸳鸯自尽殉主。何三引贼盗来贾府，妙玉为贼所抢不知所终。赵姨娘中邪被折磨死。
刘姥姥哭贾母，凤姐欲将巧姐托付给她。宝玉找紫鹃表白心思。凤姐死，王仁混闹给凤姐大办丧事，平儿帮贾琏筹钱。甄应嘉复职进京拜会贾政。地藏庵姑子来贾府受到宝钗冷遇，激惜春出家。贾宝玉与甄宝玉貌似而神异，宝玉斥之为「禄蠹」。宝玉病重，和尚送来通灵宝玉，宝玉死而复生。宝玉二历幻境，看淡儿女情长。贾琏看望贾赦，将女儿托于王夫人。惜春出家修行，紫鹃陪伴。宝钗劝勉宝玉，与之辩论赤子之心。
宝玉别王夫人宝钗等人离去。邢夫人等人要卖巧姐，平儿和巧姐同去刘姥姥庄上避难。宝玉考试中途失踪。探春回家。宝玉、贾兰中举。贾府复官。贾政去金陵安葬贾母，闻喜讯回京，宝玉随僧道而去。香菱难产死，袭人嫁玉菡。雨村遇士隐，归结红楼梦。

## 人物
《红楼梦》写了几十个各有性格的人物，描述得栩栩如生，全书總共出现了768人之譜（有不同的數字，隨統計方法波動），當中丫鬟特多，數以百計，可以說出名的大丫頭有六十餘人。有學者指出，《紅樓夢》以丫鬟為中心。
但其實全書基本上以男主角賈寶玉為中心。作者把賈寶玉周遭比較重要的年輕貴族女性列入金陵十二釵正冊、副冊、又副冊。正冊裡是沒有丫環的。贾寶玉的妻子兼姨表姊薛寶釵（姨表亲戚，母亲姊妹之女）、长姊贾元春（同父同母姊妹）、异母妹贾探春（同父异母姊妹）、同府堂姊贾迎春（父亲兄弟之女）、姑表妹林黛玉（姑表亲戚，父亲姊妹之女）、大嫂李紈（同父同母兄弟之妻）、隔府堂妹贾惜春（父亲堂兄弟之女）、舅表姊兼堂嫂王熙凤（舅表亲戚即母亲兄弟之女，兼堂兄弟之妻即父亲兄弟儿媳妇）、堂侄女贾巧姐（父亲兄弟孙女）、堂侄之妻秦可卿（父亲堂兄弟孙媳妇）、遠房表妹史湘雲（祖母兄弟孙女即舅祖父孙女），皆位列十二釵正冊的主要角色。十二釵唯一不是寶玉親戚的是妙玉，但也是貴族女性。而跟寶玉沒有親戚關係也不是貴族的侍女丫環，只會在副冊、又副冊之中。（上述正册女子以中国传统宗法文化中的亲疏远近规范按最亲到最疏为序。特别要指出的是，宝钗作为宝玉妻子的身份系按照脂砚斋批露二宝成亲的后文所拟定，若仅参考前80回的关系，则作为宝玉姨表亲戚的宝钗亲疏关系排在姑表亲戚黛玉之后，对应了第二十回中宝玉对黛玉说的“咱们是姑舅姊妹，宝姐姐是两姨姊妹，论亲戚，他比你疏。”）

### 賈寶玉與金陵十二钗

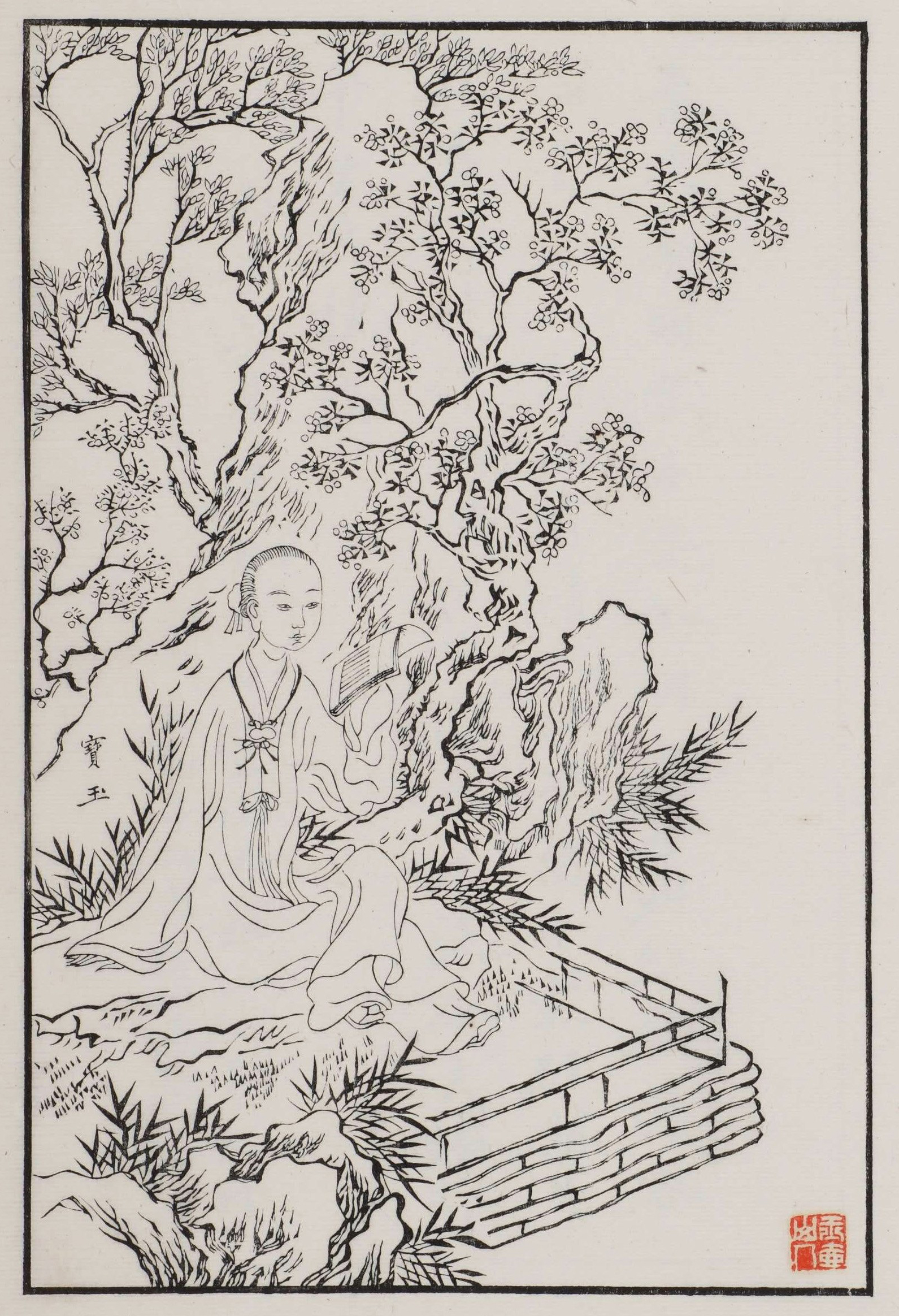
贾宝玉

- 贾宝玉 - 男主角，也是处在故事核心的第一主角。书中的情节主要是以他为中心，故事从他的前世写起，几乎就是在写他一生，写贾宝玉作为下凡顽石对人世开悟看透虚幻最后回归大荒的故事。他厌恶世俗名利，追求浪漫美学情怀的满足，住在怡红院，在诗社中号为「怡红公子」，更是母亲眼中的「混世魔王」。脂砚斋透露雪芹评贾宝玉用“情不情”三字，某些人认为指贾宝玉具有深广的人文主义思想，能够对将自己的感情赋予没有感情的人、事、物。贾宝玉名字中的“宝”和“玉”分别对应书中的两位女主角的名字，即薛宝钗的“宝”与林黛玉的“玉”。宝钗生日时与宝玉说曲引宝玉初悟禅机，事后黛玉打趣宝玉“至贵者是‘宝’，至坚者是‘玉’。尔有何贵？尔有何坚？”，三人关系命运品格交织一体。

（以下金陵十二钗人物排列以书中第五回太虚幻境的《金陵十二钗正册》与《红楼梦曲十二支》为序。）
- 薛宝钗 - 女主角之一，金陵十二钗之首，与林黛玉相对，《红楼梦曲》中称《红楼梦》的主旨是“怀金悼玉”（“因此上，演出这怀金悼玉的《红楼梦》”）。与贾宝玉为「金玉良姻」。薛宝钗为王夫人的外甥女，即宝玉的姨表姊，随母亲薛姨妈、哥哥薛蟠客居贾府。她体态丰豔，才情亦高，为人亲和圆融，心思细腻，在贾府众多下人中，比多情敏感的林黛玉受欢迎得多，也深得贾母喜爱；住在蘅芜苑，在诗社中号为「蘅芜君」。占花名籤得牡丹，获赞“群芳之冠”。薛宝钗服膺世俗价值而同时保有高尚情操，知世故而不世故，历圆滑而弥天真，知白守黑，和光同尘，其形象石破天惊，是中国古典文学中颠覆传统创作模式尤其是颠覆传统女性塑造的惊鸿一笔。虽然她身上所佩戴的金锁，和贾宝玉的通灵宝玉是为「金玉良姻」，但在宝玉心中仍不及超凡脱俗的林黛玉。书中反复隐喻，如：冷香丸、所居院落蘅芜苑“雪洞一般”，门中大石封闭及无花冰冷的环境来看，有人认为宝钗评语似乎应为与宝玉的“情不情”、黛玉的“情情”相对应的“不情”。警幻曲中称“都道是金玉良姻，俺只念木石前盟。空对着、山中高士晶莹雪；终不忘、世外仙姝寂寞林。叹人间、美中不足今方信。纵然是齐眉举案，到底意难平！”，暗示宝玉与宝钗成亲，但宝玉怀念黛玉。虽然宝钗有如山中高士，也有举案齐眉的美德，令宝玉敬服不已，但宝玉心中依然难忘黛玉，并因此对宝钗抱有深深的愧疚、悔恨与自责。宝钗在故事的最终见证贾宝玉开悟出家，自己则“历着炎凉，知著甘苦，虽离别亦能自安”，正如宝玉为蘅芜苑所提之“吟成豆蔻才犹艳，睡足荼蘼梦也香”，此为宝钗一生禀赋与命运的写照。判曲为《终身误》。

- 林黛玉 - 女主角之一，与薛宝钗并列为金陵十二钗双首，是为“怀金悼玉”。与贾宝玉为「木石前盟」。中国古典文学中性灵形象的典型代表。林黛玉为贾母外孙女，即宝玉的姑表妹，寄居贾府，父母双亡，聪明绝顶，品貌风流，体弱多病，多愁善感，才情高捷，同时伶牙俐齿且自尊心强。书中宝玉曾以「神仙似的」形容黛玉的气质容貌，宝钗则戏称她「顰儿的一张嘴让人爱也不是恨也不是。」。字颦颦（本无字，贾宝玉以其「眉尖若蹙」为灵感所赠），住在潇湘馆，在诗社中号为「潇湘妃子」。占花名籤得芙蓉（为木芙蓉，区别于芙蓉，书中在介绍宝钗的冷香丸时区分了这两种植物）。林黛玉与贾宝玉为青梅竹马的知己，与薛宝钗义结金兰姐妹，这些都体现着林黛玉生命成长中重要的感情与人格变化。脂砚斋透露雪芹评林黛玉用“情情”二字，指林黛玉能够将自己的感情赋予自己所爱的人。程高本后40回为病逝，按脂砚斋批语林黛玉为早逝。（周汝昌等红学家认为最后投水自杀。但清代各《红楼梦》版本都是病逝，投水多为后世红学家杜撰。）判曲为《枉凝眉》。

- 贾元春 - 宝玉长姐，同为王夫人所出，元月一日出生，故名元春，被选入宫中，后封为凤藻宫尚书，加封贤德妃，无子嗣。贾府盖大观园就是为了元春回家省亲，程高本后40回写她后因痰疾过世，终年虚岁43岁。元春和迎、探、惜春四姊妹名字谐音为「原应叹息」；姓名谐音是作者惯于暗示意涵的手法之一。判词称她“虎兔相逢大梦归”。暗示于虎年与兔年相逢的兔年正月（卯年寅月）过世。典故应为引用《后汉书·郑玄传》与北齐刘昼《高才不遇传》中「辰为龙，巳为蛇，岁至龙蛇贤人嗟。」一语加以变化。判曲为《恨无常》。

- 贾探春 - 贾宝玉的庶出妹妹，住在秋爽斋，在诗社中号为「蕉下客」。占花名籤得杏花。有着超卓的才幹，远大的眼光，以及敢作敢為的个性。有人误以为她不愿意承认自己的亲生母亲赵姨娘，尊嫡母为母亲，实为当时风俗礼法如此，非其不认亲也。曾在贾府与李纨、薛寶釵于王熙凤病中主事，程高本后40回写她远嫁海疆统制周琼之子。判词称她“清明涕泣江边望，千里东风一梦遥。”（依甲戌本，庚辰本《脂砚斋重评石头记》影印本与程甲本，程乙本《红楼梦》俱作此语，甲戌本脂批“好句”确为定本。）暗示远嫁外地，再难回返。判曲为《分骨肉》。

- 史湘云 - 重要配角。贾母娘家史家的侄孙女儿，和寶玉、黛玉同辈，父母雙亡，由叔父母抚养长大，家世中落，經濟拮据。幼年时因贾母疼爱，也曾在荣府居住一段时日，是宝玉的第一个青梅竹马，与宝钗交好。性格爽朗明快，为人豁达大度，厭恶忸怩作态，言谈舉止自然隨性，有一次因此得罪了林黛玉。并不住在大观园，在诗社中号为「枕霞旧友」。占花名籤得海棠。作者形容史湘云的外表是「蜂腰猿臂，鹤势螂形」，喜詩，有「詩瘋子」之稱，才思不输薛林二人。程高本后40回中，湘云的丈夫婚后不久即得痨病，令她终身守寡。不過有人認為原著安排的情節並非如程高本后40回所說的，紅學家之間有湘雲嫁衛若蘭與嫁寶玉兩種見解。[b]判曲为《乐中悲》。

- 妙玉 - 贾府家庙中的年轻带发修行尼姑，她实际身份是贾府世交之女，因生父得罪于朝廷被抄家，以尼姑身份避祸于贾家。她生性好洁，穎慧捷悟，判曲称她“气质美如兰，才华阜比仙，天生成孤癖”、“依旧是风尘肮脏违心愿”，暗示可能沦落风尘。一百二十回通行本中，被强盗掳去，生死不明。判曲为《世难容》。

- 贾迎春 - 贾宝玉的堂姐，贾赦的女儿，住在紫菱洲里的缀锦楼，在诗社中号为「菱洲」。性格懦弱胆怯，处处克己忍让，信奉道教，最终被嫁给一个性格暴躁的好色武官孙绍祖，受虐而死。判词称“子系中山狼，得志便猖狂。金闺花柳质，一载赴黄粱。”暗示被忘恩负义的丈夫虐待而死。判曲为《喜冤家》。

- 贾惜春 - 宁府贾珍之妹，在荣府长大，是众同辈姊妹中年纪最小的一个。住在藕香榭周围的蓼风轩，在诗社中号为「藕榭」。性情孤僻冷漠，善绘画，喜佛法，贾家衰败后修行，终身未嫁。是红楼梦中另一个远避俗世的角色。判词称“勘破三春景不长，缁衣顿改昔年妆。可怜绣户侯门女，独卧青灯古佛傍。”暗示出家为尼。判曲为《虚花悟》。

- 王熙凤 - 另一女主角，普遍认为是红楼梦中最为鲜活形象的、最具有存在感的人物，其全书出场次数在女性角色中远超钗黛，可堪小说情节中事实上的“女主角”。具有强烈的世俗气息。为贾琏之妻，王夫人的侄女，即宝玉堂嫂及表姐，因此虽然身为邢夫人的媳妇，却帮王夫人处理荣府家务。精明能干，口舌伶俐，手腕灵活，手段毒辣。但害死张金哥、尤二姐等人，导致贾府被御史弹劾；而克扣下人月钱违法放印子（高利贷），也成为贾府家产被抄后无法放还的主因。王熙鳳性格丰富多变，不少盘算心机，甚至犯下无数恶行，其内里行事活动思考习惯价值观念相比来则是纯粹的。或许这种人物复杂性之中蕴藏的纯粹本质，使得她最终虽招致恶报，自认受栽之，却又偶得善报，托村妇刘氏保下骨肉（“刘”谐音“留”）。这与当初凤姐被托梦的可卿赞为“脂粉堆里的英雄”形成呼应。判词称“一从二令三人木，哭向金陵事更哀。”一种说法认为该句暗示最后被休妻（休拆字为人木），过世还葬金陵，即“王熙凤衣锦（寿衣）还乡”。程高本后40回中并没有被休。程高本第一百零一回中，王熙凤抽得籤诗“去国离乡二十年，于今衣锦返家园。蜂采百花成蜜后，为谁辛苦为谁甜？”暗示离开金陵二十年后，过世身穿锦绣寿衣还葬金陵，一生争强斗胜，积蓄钱财，最后却不得享用。（还有一种存疑说法认为“一从二令三人木”是说该句应该读作主动式，即开始她“从”于长辈等人，后来就因才干使唤别人即号“令”，最后就退“休”，因从前80回后期她确实病体缠身，却并未有被命令或家族内失权的迹像，但是妻子沒有退休這回事，或纯属杜撰。）判曲为《聪明累》。

- 贾巧姐 - 王熙凤与贾琏之女，判词称“势败休云贵，家亡莫论亲！偶因济刘氏，巧得遇恩人。”暗示贾府没落后被刘姥姥所救。程高本后40回中为舅兄王仁贾环所出卖，差点成为外藩的婢女侍妾，为刘姥姥搭救躲到乡下，后嫁与周姓乡绅之子。有红学家认为是嫁与刘姥姥的孙子板儿，并认为贾芸没有参与出卖巧姐的事。判曲为《留馀庆》。

- 李纨 - 字宫裁，宝玉长兄贾珠之妻，李守中之女。贾珠死后，守寡抚养其子贾兰长大。有别于王熙凤，李纨性格恬淡守静，待下宽和，虽是王夫人长媳，但主要工作是陪众小姑们读书女红，偶尔协理家务。大观园内，李纨住在稻香村，诗社内号「稻香老农」。判词称“桃李春风结子完，到头谁似一盆兰？如冰水好空相妒，枉与他人作笑谈。”。（依甲戌本，庚辰本《脂砚斋重评石头记》影印本，戚序本《石头记》与程甲本，程乙本《红楼梦》俱作此语，甲戌本，庚辰本脂批“真心实语”确为定本。）暗示由于其子贾兰功名有成，守寡多年受封荫得凤冠霞帔。占花名籤得老梅。判曲为《晚韶华》。

- 秦可卿 - 是秦业从养生堂抱来的养女，贾珍之儿媳，贾蓉之妻。名字谐音为「情可轻」，处理宁府家务，待下宽和，不落褒贬。第五回出场，第十三回死亡（现存版本中为病死，但脂砚斋评指出原回目名称为“秦可卿淫丧天香楼”，此段情节后被删去）。判词绘有美女悬梁，称“情天情海幻情身，情既相逢必主淫。漫言不肖皆荣出，造衅开端实在宁。”暗示因为淫行，受不了荣宁府中谣言的压力而悬梁自尽。现行版本中，仍看得见贾珍为媳妇的丧礼大肆铺张等情节，引发读者的揣想。贾宝玉也曾在太虚幻境之梦中遇见警幻仙子之妹可卿（字可卿，乳名兼美，脂批称此暗喻并兼宝钗、黛玉之美），关于贾府中的秦可卿与宝玉梦中的可卿的关系，说法不一。近年有红学家强调秦可卿的研究，甚至标榜为“秦学”。判曲为《好事终》。

### 金陵十二釵副冊與又副冊的部分人物
- 香菱 - 甄士隐之女，原名英莲，幼时被拐走，长大后被卖给薛家，成为服侍薛蟠的小妾。小說中刻劃香菱純真無邪，苦吟學詩，有“詩呆子”之稱。占花名籤得句“连理枝头花正开”。判词称“自从两地生孤木，致使香魂返故乡”，暗示因为夏金桂（两地生孤木合为桂字）的苛虐，而去世返葬故乡。程高本后40回写后来扶正成为正妻后，并未夭亡。疑不合作者原意。入金陵十二钗副册，为册首。

- 晴雯 - 贾宝玉的大丫鬟，率真灵秀，嘴巧心熱，精于女红，相貌俊俏。但受到贾宝玉的母亲王夫人厌恶，最终被遣送回家病逝，贾宝玉为她写吊唁文芙蓉女儿诔。判詞為「霽月難逢，彩雲易散。心比天高，身為下賤。風流靈巧招人怨。壽夭多因毀謗生，多情公子空牽念。」暗示自尊心高，被毀謗而早逝。入金陵十二钗又副册，为册首。

- 袭人 - 贾宝玉房中的大丫鬟，本姓花，名蕊珠（或珍珠，脂批云与贾母另一丫鬟「琥珀」成对），后宝玉因见古诗「花气袭人知骤暖」而改其名。很得贾宝玉的母亲王夫人赏识，月钱等级同赵姨娘。在贾府中以贤良闻名，亦专有回目以“贤袭人”为名并获脂砚斋“当得起”的肯定。曾和贾宝玉“初试云雨”，而按情节线索批示最终并未能正式成为宝玉的妾。程高本后40回写她在宝玉出家后，嫁给伶人蒋玉菡为妻。入金陵十二钗又副册。

（以下人物是否入册存疑，仅作介绍。)
- 薛宝琴 - 是薛姨妈的侄女，薛蝌的胞妹，薛宝钗的堂妹。后来嫁与梅翰林之子。作者写有<琉璃世界白雪红梅>一回，以「梅」作为薛宝琴的象征。她与宝玉同一天生日，才貌并佳，完美程度更在钗黛之上，可谓作者笔下最美好的寓言式人物。甚被贾母珍爱，甚至有读者认为贾母已起为宝玉求娶宝琴之意，因宝琴已与梅翰林家定下婚约而作罢。

- 尤二姐 - 是東府賈珍之妻尤氏的異母妹，因家貧隨母住在東府，同賈珍賈蓉有染。後賈璉暗娶尤二姐，東窗事發，被王熙凤騙入荣府，因庸医小产之后，不堪委屈，吞金而逝。

- 尤三姐 - 尤二姐之妹，長相美艷，性格剛強，亦曾與賈珍等狎昵。她苦戀柳湘蓮，柳湘蓮亦把傳家寶劍贈與尤三姐作為訂親之物。但當柳湘蓮知道尤三姐是東府的人後，以為她不乾淨，於是要求退婚，要拿回傳家寶劍時，尤三姐在他面前用此劍自刎而死。

- 鸳鸯 - 贾宝玉祖母贾母的心腹丫鬟。在賈府眾多丫鬟中，她的地位最高，是賈母身邊不能缺少的人。大觀園中行酒令時，她理所當然充當行令。被贾赦看中要娶为妾，她割髮明志，宁死不从，受到贾母的保护。程高本后40回中她在贾母去世后上吊自杀。

- 平儿 - 王熙凤的陪嫁丫鬟，贾琏的妾。对王熙凤忠心耿耿，并助理荣府诸事，但平儿聪颖善良，常暗中帮助他人。程高本后40回写后来扶正成为正妻。

- 紫鹃 - 原名鹦哥（脂批云与贾母另一丫鬟「鸳鸯」成对），是贾母身边的二等丫环。黛玉来贾家后，贾母将紫鹃派去服侍黛玉，名字与黛玉带来的小丫头「雪雁」成对。紫鹃本不是黛玉家的人，却对黛玉十分忠心，常设法宽慰多愁善感的她，又明白黛玉心事，几次试探宝玉，乃一痴情人物。程高本后40回写她随从惜春出家。

## 艺术特点

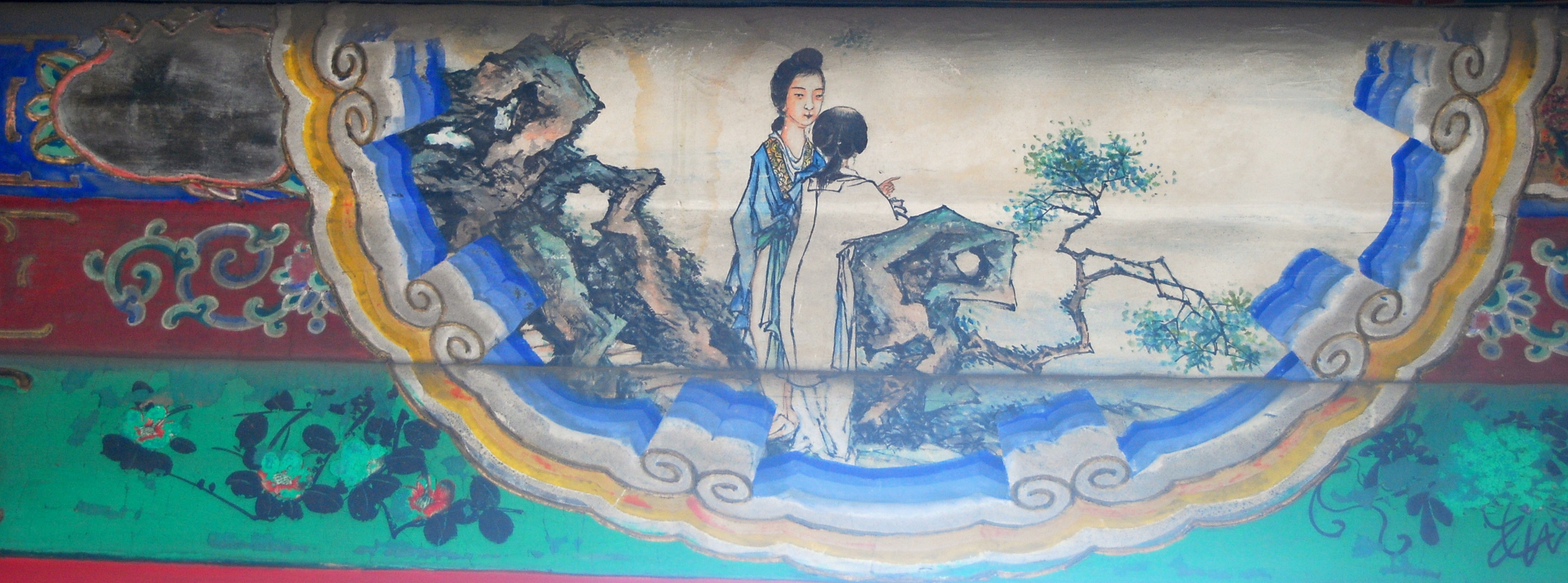
颐和园长廊彩绘：傻大姐泄密

### 藝術成就
《紅樓夢》情節豐富，布局嚴密，直接取材於現實的社會生活，和作者的親身體驗，揭露封建時代上層階級的虛偽荒淫、腐朽和剝削，是一部正面寫愛情的長篇小說，寫來純美真摯。擺脫傳統小說的局限，強調人應有獨特的個性，不應盲目追隨主體文化。悲劇性結局則感人至深，在中國古典小說中並不多見。
《紅樓夢》塑造一大批個性鮮明的人物形象，善於描繪人物性格或心理，寫出人物性格的形成和發展，打破「好人完全是好，壞人完全是壞」的寫法。小說描寫生動而細膩，善於營造意境，詞彙豐富，語言凝煉，富有藝術魅力，並且出現不少優美詩詞。
红楼梦是章回体古典长篇小说，每个章回虽然彼此独立，却又各有相关，有学者指出红楼梦所采用的是一种全然不同于西方小说的结构方式，作者采用许多小事件堆叠成为一个大事件的「浪潮式」架构，以数个大主轴穿插众多小故事而成。
在该小说中还包含着诗、词、曲、赋、偈、酒令、笑话、谜语、题匾、八股文等各种不同文体的创作与批评。乃至有命理卜辞、脉案药方、讼状塘报等。而本身已是长篇小说。涉及的文字题裁，包罗万有，蔚为大观。

### 命名艺术
书中很多名字都有特殊的含义，或讽刺，或感叹，是为红楼梦的艺术特点之一。脂砚斋的批文指明了部分的隐意。
谐音：
- 元春、迎春、探春、惜春——“元迎探惜”谐音为“原应叹息”
- 賈敷、賈敬、賈赦、賈政——“敷敬赦政”谐音为“福晉攝政”

| 青梗峰——情根峰       | 十里街——势利街       | 仁清巷——人情巷     | 胡州——胡诌       |
| 甄士隐——真事隐（去） | 贾雨村——假语存（言） | 甄英莲——真应怜     | 葫蘆廟——糊塗廟   |
| 娇杏——侥幸           | 封肅——風俗           | 贾政、贾敬——假正经 | 冯渊——逢冤       |
| 秦可卿——情可轻（亲） | 秦钟——情种           | 秦业——情孽         | 戴权——代（皇）权 |
| 卜固修——不顾羞       | 卜世仁——不是人       | 单聘仁——善骗人     | 詹光——沾光       |
| 石呆子——实呆子       | 张友士——将有事       | 傅試——附勢         | 霍启——祸起/火起  |
| 群芳髓——群芳碎       | 千红一窟——千红一哭   | 万艳同杯——万艳同悲 | 王仁——忘仁       |
| 戴良——大量           |                      | 吳新登——無星戥     | 茗玉——名譽       |

非谐音：
- 抱琴、司棋、待书（部分版本中为“侍书”）、入画——“琴棋书画”
- 善姐——反讽：名为“善”，但其人不善

## 版本
《红楼梦》的版本可以分为脂本和程本两大系统。

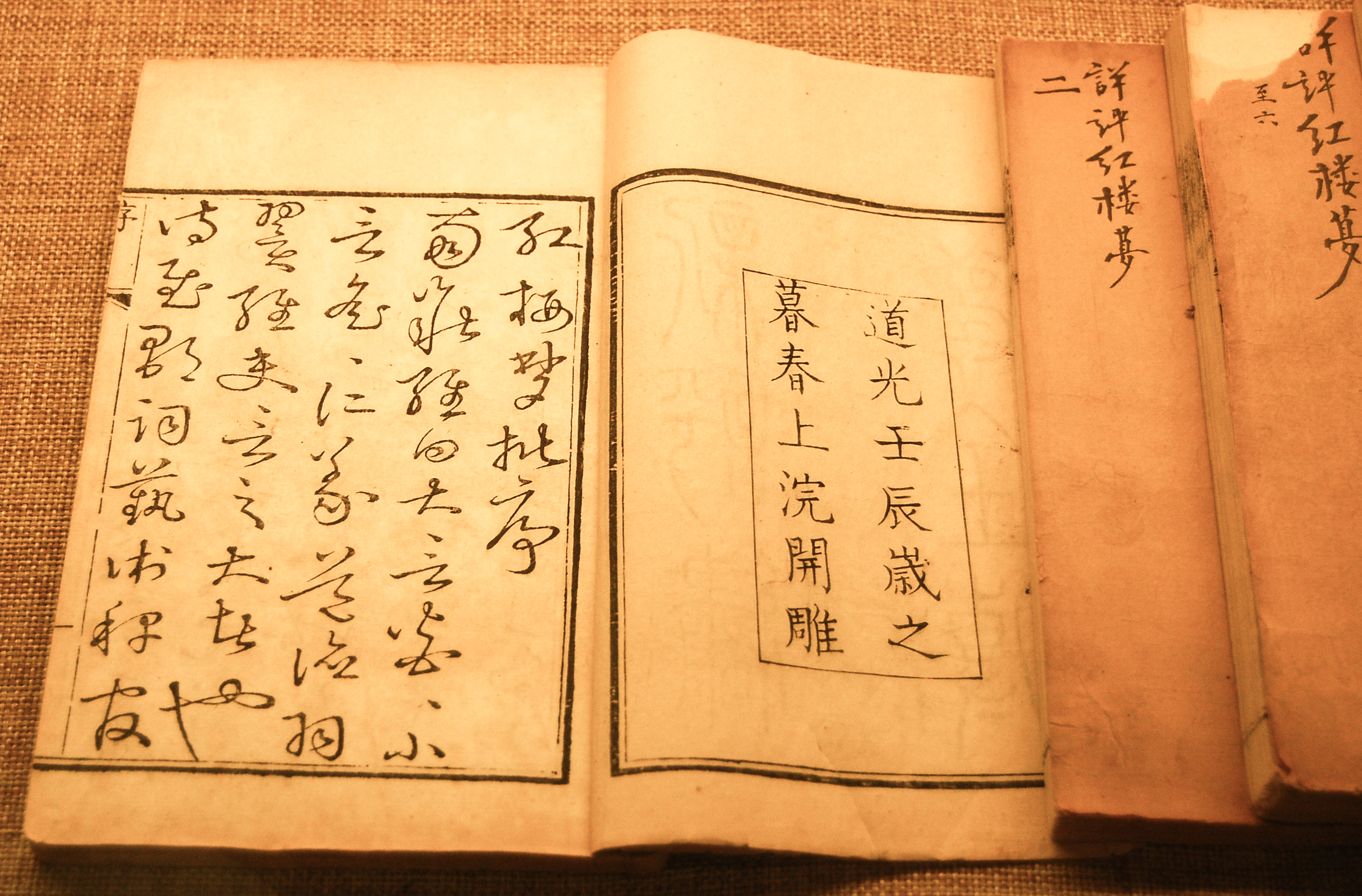
高月谭详评红楼梦原本

《红楼梦》写成时间仍待考证。最初以手抄本形式流传，目前所见最早的抄本出现于清朝乾隆中期的甲戌年（1754年）。1792年程伟元和高鹗在程乙本《红楼梦引言》中说：“是书前八十回藏书家抄录传阅幾三十年矣”。可见，《红楼梦》在社会上流传当开始于1763年或1764年，也就是曹雪芹去世后不久。其书名或为《石头记》，或为《红楼梦》。
因部分版本中有脂砚斋等人的大量批语而被统称为脂评本或脂批本，简称为脂本。绝大部分脂本只有前80回，被认为更接近曹雪芹的原作。现存的早期脂本已知有十数种，全部已影印出版。1911年出版的石印戚序本是第一部印刷版脂本。1982年中国艺术研究院红楼梦研究所以庚辰本为主要底本校订出版《红楼梦》。此后出版的《红楼梦》中，前80回大部分都是以一种或几种脂本为底本汇校而成。庚辰本是脂本系統中最完整的版本，目前台灣出版社如聯經、里仁皆以此為底本。
程伟元和高鹗于乾隆五十六年（1791年）整理出版120回木活字本《红楼梦》，被称为程甲本。此版本没有脂批，因此有人认为，程甲本前80回是在梦觉本的基础上修订的，并认为程高二人删去了几乎全部批语。但也有个别观点认为，程高之前《红楼梦》早已风行，程高若直接删去脂批为何当时读者并未有反应，所以认为脂批其实晚于程高二人的版本才出现，甚至有个别人认为脂批纯属后世伪造。
最早，后40回被认为与前80回是同一作者，但1920年代胡适提出前80回与后40回并非同一作者，并认为后40回为程伟元和高鹗所续，但仍然有人认同程高二人根据曹雪芹旧稿添补而成的说法，此外，也有人认为续书者另有其人，程高只是整理者。高鹗续书说在2010年代以前曾一度被普遍认可，但此后随着研究进一步深入，一些新版《红楼梦》又将“曹雪芹、高鹗著”改为“曹雪芹著，无名氏续”，作者问题仍无定论。
自程甲本诞生后至清末，程甲本被大量翻印出版，成为当时流传最广的版本。程伟元和高鹗于次年（1792年）又出版了程乙本。程乙本是在程甲本的基础上修订的。

### 存世脂本版本
《红楼梦》流传至今的抄本有：
- 甲戌本：名“至脂硯齋甲戌抄閱再評仍用石頭記”，共存16回（1—8回，13—16回，25—28回），4回一册，分装为4册。存有其他各本均没有的“凡例”，（即从“红楼梦旨义”到“此书开卷第一回也---十年辛苦不寻常”，计题名、长安、闺中、朝廷、第一回）共五条。因第一回有当时其他程本没有的一句话：“至脂砚斋甲戌抄阅再评仍用石头记”，故得此名。甲戌，指乾隆十九年（1754年）。虽然发现年份和标定年代都最早，但一般认为此本为最后审定，准备付印的誊抄本；所依据底稿本应该在庚辰本之后（第一回有丁亥春畸笏侧朱批，墨评也有署丁亥者; 抄录时间应在乾隆23年之后）。 此本有脂砚斋一千多条批语，被称为“脂批”，各回皆有朱笔夹批、眉批等。“甲戌本”原为胡适旧藏，胡适去世后，此本转存于美国康乃尔大学。2005年，中国将此本购回。“甲戌本”现藏于中国上海博物馆。
- 己卯本：名“脂砚斋四閱評過，己卯冬定本”，共存42回（1—20回，31—40回，55回后半，56—58回，59回前半，61—63回，65回，66回，68—70回）。因31回—40回这一册的目录页上，有“己卯冬月定本”六个字得名。己卯，指乾隆二十四年（1759年）。“己卯本”现藏于中国国家图书馆。
- 庚辰本：名“脂砚斋四閱評過，庚辰秋定本”，為過錄本，其"庚辰"係指此抄本所據底本乃庚辰年校訂，與實際抄寫年代無關。共存78回（1—80回，缺64回、67回，其68回脱去约600字，估计失去一页）。10回一册，装成8册。因后四册目录页有“庚辰秋月定本”字样得名。庚辰，指乾隆二十五年（1760年）。“庚辰本”是至今发现的含有脂批回目最多最完整的一个《红楼梦》版本，但是其中十七、十八回未分回，十九回无回目。每册的卷首标明《脂砚斋凡四阅评过》字样，此外，至第五册起兼有《庚辰秋定本》和《庚辰秋月定本》。庚辰本有甲戌本所缺各回中的2000多条批语，十一回之前，除偶将回前总评与正文抄在一处外，都无批语，为白文本。朱笔批语全集中在第十二回到第二十八回。脂批中署年月名号的几乎都发现于庚辰本，庚辰本的底本年代相当早，其時曹雪芹仍健在，故留有一些作者和批注者自存本的痕迹； 庚辰本中出現"丁亥夏"，應是所據底本主人於丁亥年寫於底本上，與底本內文出現時間無關。抄手不止一人，其文化水平与认真程度都很低。全书讹文脱字，触目皆是。最后一册质量尤差，几难卒读。庚辰本原出旗人家中，徐星署1933年初以八银币购于北京东城隆福寺地摊，“庚辰本”现藏于中国北京大学图书馆。
- 蒙古王府本：简称蒙府本，名《石头记》，120回。该书为内蒙古阿拉善王爷塔旺布里甲拉在1920年代自北京琉璃厂购得，并根据当时的其他版本增加了后40回的内容补抄并重新装订。该书传给塔王的儿子达理扎雅，1961年春，达王夫人金允诚将《蒙古王府本石头记》旧抄本捐献给北京图书馆。
- 戚序本（又称石印本，上海本，南京本）：名石头记，80回（缺64、67两回）。有戚蓼生序，故名。该本經過了一次專門的整理，增加了韻文總評，在第四十一回回前評後署名「立松軒」，故亦稱立松軒本。
- 杨藏本（又称梦稿本）：120回。曾为杨继振收藏，故名。
- 舒序本：名《红楼梦》，存1-40回。有舒元炜1789年（己酉）序，故名。
- 列藏本：没有总书名，除少数几回名《红楼梦》外，各回皆名《石头记》，存78回（缺5、6回）。存于俄罗斯圣彼得堡（旧称列宁格勒）东方研究所，故名，又称圣藏本、俄藏本。
- 梦觉主人序本（简称梦觉本，又称甲辰本）：名《红楼梦》，有梦觉主人序。80回。甲辰，乾隆四十九年，1784年。
- 郑藏本：存23，24回。曾为郑振铎收藏，故名。
- 北师大本：存78回（1—80回，缺64，67回）。共两函，16册。现藏北京师范大学图书馆，故名。此抄本为1957年由琉璃厂书店购入，1961年收入北京师范大学图书馆编《中文古籍书目》后被遗忘，至2000年被中文系博士生曹立波发现。张俊先生和曹立波由此认为，北师大所藏《脂砚斋重评石头记》抄本，是陶洙以北大庚辰本为底本，参照己卯本、甲戌本、戚序本、程甲本或甲辰本等版本，加以校补、整理而成的[14]。
- 卞藏本：仅存前十回。是新发现的残脂本，2006年深圳收藏家卞亦文于上海拍卖会上购得，故名。
- 靖藏本：毛国瑶曾称在1959年南京目睹一脂本，原有八十回，存十九册，七十七回有余，原为扬州旗人靖应鵾所藏，后迷失，仅留存一页。毛国瑶抄录了靖本独有的150条脂批加以发表。由于此本一直未露面，红学界对它的真伪意见分歧很大。

#### 诸本关系
这些本子的关系，是一个有趣的研究课题。红学界对此意见纷呈，没有一个定论，甚至没有占多数认同的观点。 也有人认为，这些本子都只是抄本，出自同一个传世稿本，诸本间差异是在传抄中形成的，并非雪芹的多个稿本传世；此人以异文统计表作论据，声称诸本都是配抄本（包括己卯本和庚辰本），因而版本关系不能以“本”为单位，应当以“回”为单位。
以上各本又称脂本，以有脂砚斋评语故。后来還有了活字印刷本，而且这些抄本现在都出版了影印本。

### 活字印刷版本（120回）
- 程甲本（1791）：程伟元、高鹗于1791年出版的活字印刷本，120回。
- 程乙本（1792）：程伟元、高鹗于1792年出版的活字印刷本，120回。对程甲本作了不少修改。

后40回的完成
《红楼梦》由于被认作是“淫词小说”，曾经遭到清廷查禁。红学家周汝昌认为是乾隆与和珅共同阉割了整体作品《红楼梦》，但这属于猜测，没有实证。高鹗整理出版一百廿回本时，写序说明他是收集整理残稿。当时清人笔记少有质疑，近代却有许多红学家认为不是修补残稿而是他人续作。有人认为，程乙本后40回由程伟元委托高鹗续写。也有人认为，后40回乃他人所作，高鹗只是整理人。普遍的看法是续书在文学价值上与曹雪芹的前八十回有较大差距，但也有如林语堂、王国维等人认为后40回文学价值并不逊色。目前对后四十回续作有一种看法：越来越多的证据表明，曹雪芹已经在逝世前基本完成了《红楼梦》的书稿，虽然这些稿件至今未能发现，然而从各种清代文献中尚能看到些许相关的信息。周汝昌等红学家们提出，《红楼梦》原稿的计划在八十回后可能只有二十八回，这样全书一共有一百零八回，但这属于猜测，没有实证。

## 红学
红学指研究《红楼梦》的学问。近代紅學往往是一種史學研究。
清代後期，《紅樓夢》在北京的文士間已極為流行。「紅學」一詞在嘉慶、道光年間出現，在當時是個開玩笑的說法。而研究《紅樓夢》成為嚴肅專門的學問，始自胡適在1921年所寫考證《紅樓夢》的文章。胡適的研究初步證實了《紅樓夢》的作者為曹雪芹，提出了「自傳說」。從此，《紅樓夢》的研究工作與清代考據學，與民初的整理國故匯合起來。
由于传世版本多，欣赏角度与动机的不同，学者们对于红楼梦的作者与内容，有许多不同的看法，其中大致可分为文学批评派、索隐派、考證派等数派。王国维在《红楼梦评论》有言：（红楼梦）一谓述他人之事，一谓作者自写其生平也。
索隐学或者考证学并不对立，“新红学”形成以来，红学家并不以考证派或者索隐派自居，一些被人认为是考证派的学者同样会以索隐的方法试图研究作者的隐藏思想，而一些持有索隐观点的学者也通过遍览古籍试图为自己的说法找到证据支撑，因此下文只以学术理论的形成和探究方法而非人群区分索隐派和考证派。

### 索隱派
由于作者本人自述“无年代可考”，加之清前中期文字狱频发，因此一派观点认为《红楼梦》为避免受到政治干扰，使用许多暗喻曲笔，真事隐去，假语存焉。许多学者也由此怀疑本书影射个中时事，产生了各种各样的解读。索隐的研究方法并非红学独有，而是中国古代文学研究的常用方法之一，其的目的是探寻原意。一般意义上的索隐是通过文史互证的看法，讨论文学作品对其的化用和创作论。

#### 清中期至晚清
《红楼梦》作为一本世情小说广受欢迎，但是由于明清小说普遍不署作者之名，因此许多人尝试揣测《红楼梦》的写作目的。乾隆年间，周春提出《红楼梦》“叙金陵张侯家事”的观点，首次尝试将小说情节与历史家族关联，成为索隐派的开端。
清道光年间，赵烈文的《能静居笔记》记有乾隆帝认为《红楼梦》是影射明珠的家事，但由于这种观点最早成书于道光时期，未免缺乏实据，或是假托权威为自己的观点提供可靠性。同治年间，孙桐生继承并发扬了这一观点。

#### 民国时期
1916年，王梦阮，沈瓶庵二人合著的《红楼梦索隐》是第一部系统的索隐派红学著作，该书认为《红楼梦》依托的是清世祖顺治帝与秦淮名妓董小宛的恋爱故事。作者主张《红楼梦》隐写清宫秘史，通过逐回考证、人物原型比对等方法，阐述了自己的观点：如世祖临宇十八年，宝玉便十九岁出家，因此贾宝玉影射顺治；小宛名白，故黛玉名黛，粉白黛绿之意也。小宛是苏州人，黛玉也是苏州人，故林黛玉隐喻董小宛。
蔡元培總結《紅樓夢》為清初政治小說，旨在宣揚民族主義，弔明之亡，批評滿清之說，推論小說中人所影射为歷史人物。蔡元培在1917年出版的《石头记索隐》系统性地论述了自己的观点，他主张红楼梦隐含反清复明思想。他提出贾府的灭亡实际上是明清易代的隐喻。书中多次出现的“红与“朱”字暗示“朱明”，也是满人渐习汉俗的象征。这也是为何宝玉爱红，因为他的原型是康熙的太子胤礽。

#### 近代
潘重規和杜世傑继承了蔡元培的观点，強調全書宗旨在反清復明，并尝试将书中人物和明清史中的人物相对应。诸如贾宝玉和甄宝玉其人实是明与清的隐喻。
周汝昌认为《红楼梦》隐含清中期的政治斗争，本书的写作目的之一是抒发雪芹“亡家”之恨。诸如贾敬其人烧丹炼汞，不问世事，最后却因为丹药而“宾天”，是为隐刺雍正帝的丹药之好和其可疑的死因。
黄一农更细致地探索了《红楼梦》和清代政治斗争的关系，除了本书可能暗讽雍正以外，由于曹雪芹挚友敦诚、敦敏兄弟实为英亲王阿济格后人，阿济格在清初政治斗争失败之后被处死，其子孙亦遭其累。《红楼梦》的早期读者永忠为康熙十四子允禵后裔，也由于其父祖的夺嫡风波而谨言慎行。因此红楼梦的一些情节和批语与清初一些家事或史事有所关联。
另有现代紅學學者赵国栋认为，明鄭末代君主鄭克塽其親近殘存勢力應該就是《紅樓夢》故事的原著，但缺乏进一步的考证或者对应关系。

### 考證派
红学中的考证派以严谨的文献考据和史料分析为方法，聚焦《红楼梦》的作者生平、创作背景、版本源流及历史原型，强调以实证为基础，区别于索引派的隐喻推测和文学批评派的美学分析。考证派的方法来自历史学，即通过搜集史料，将原先混沌的线索与历史现实整合在一起。

#### 清中期至晚清
乾隆年间，雪芹之友敦敏曾在自己诗册中注释雪芹姓曹名霑，但由于其诗集刊印量量少，这一信息流传不广，嘉庆年间的西清《桦叶叙闻》记述“《红楼梦》始出，家置一编，皆曰此曹雪芹书，而雪芹何人，不尽知也。雪芹名霑，汉军也。”也可以进一步佐证曹雪芹的名讳少有人知。
除此以外，一些不认识“曹雪芹”其人的清代读者也对作者身世有一定认知，例如乾隆年间，清代文学家袁枚记述了康熙年间江宁织造曹寅的轶事，他也以为曹寅的“随园”即是大观园原型，曹寅之子雪芹撰写了《红楼梦》。明义是《红楼梦》的早期读者，他在自己的诗集中转述了袁枚对于曹雪芹的记述，而且记载了二十首题红诗，成为研究《红楼梦》早期抄本的珍贵资料，有部分学者认为明义见过红楼梦全本。
清代宗室裕瑞的先辈姻亲与曹雪芹交好，在嘉庆年间的《枣窗闲笔》中，经过遍访亲友，他得出结论：《红楼梦》作者为”曹姓汉军旗人”。书中经历来自作者身世，而脂砚斋其人或是曹雪芹叔辈。
清代《红楼梦》评点代表人物涂瀛在《红楼梦论赞》中提出甄宝玉为贾宝玉之友，贾宝玉因伤怀其友才将真事隐去，假借此书自叙故情。因此在“自传说”出现之前就有“自况说”，认为书中情节反映了作者本人的真情实感。
道光年间，红楼梦因为被认为是“淫词小说”，一度遭到查禁，但屡禁不止，《红楼梦》抄本仍然广受欢迎。至清末，已少有人知道曹雪芹之名，只知他或是“曹姓汉军旗人”。

#### 民国时期
1921年，胡適发表《紅樓夢考證》一文被视为「新红学」的开端。
近代考证派以考證曹雪芹身世为核心，說明《紅樓夢》的主題和情節，以科学考证方法为核心，致力于研究《红楼梦》的作者、创作背景、版本流传及历史原型。受此影響，不少學者集中研究作者曹雪芹的生活和交游圈。

#### 近代
周汝昌在1953年出版的《紅樓夢新證》是考证曹雪芹身世的集大成之作。它不仅考证了曹雪芹籍贯、出身、家世、生平等问题，也涵盖了相关文物的研究。然而，周汝昌关于曹家曾经被二次抄家的判断，在学界屡遭争议。
1955，王利器发现清代张宜泉所著的《春柳堂诗稿》中记述了四首涉曹诗，因此成为红学研究的重要资料之一。近年来，学界对于张宜泉其人是否是乾隆年间生人有所争议，但大多数学者仍然认可《春柳堂诗稿》的可靠性。
1997，冯其庸在《曹雪芹家世新考》中探讨了近一个世纪来新发掘史料的真伪，并对一些旧有看法进行思辨。俞平伯认为应该回归文本自身进行研究，而非将着力点过分地放在作者本人身上。

### 鬥爭論
「鬥爭論」始自1954年，李希凡等中國學者對「自傳說」俞平伯的抨擊，卅多年間，在中國學界一度取得紅學的正統地位。「鬥爭論」認為《紅樓夢》不是自傳，而是「很深刻地反映了封建社會的階級鬥爭」。
「鬥爭論」把小說當作歷史文件來看待，嚴格來說，屬於社會史的範疇而不是文學研究。它是馬克思理論在《紅樓夢》研究上的引申和借題發揮。

### 文學批評派
「文學批評派」從文學觀點研究《紅樓夢》，注重小說作者在藝術創作上的意圖，並通過全書的結構加以發掘。清末王國維以叔本華的美學觀點研究《紅樓夢》，提出卓見，是從文學觀點研究《紅樓夢》最早又最深刻的一人。因「考證派」紅學興起，文學批評一度成為絕響。
20世紀70年代初，余英時提倡「紅學革命」，著重研究曹雪芹的藝術構想，不再自限於自傳說。在海外，不少學者從文學批評或比較文學的觀點來研究《紅樓夢》。

### 红学家
蔡元培、胡适、俞平伯、周汝昌、馮其庸、宋淇、吳世昌、王国维、歐麗娟、王崑崙、李希凡、蔣和森、何其芳、吳恩裕、周玉清、端木蕻良、张爱玲、劉心武等有较有影响论著。
海外著名紅學家有趙岡、周策縱、夏志清、余國藩。

## 评价

### 魯迅
鲁迅在1924年出版了专著《中国小说史略》，其中评价《红楼梦》：“全书所写，虽不外悲喜之情，聚散之迹，而人物事故，则摆脱旧套，与在先之人情小说甚不同。”评价后四十回云：“后四十回虽数量止初本之半，而大故迭起，破败死亡相继，与所谓‘食尽鸟飞独存白地’者颇符，惟结末又稍振。”评价《红楼梦》续书纷纭时说：“此固常情所嘉，故《红楼梦》至今为人爱重，然亦常情所怪，故复有人不满，奋起而补订圆满之。此足见人之度量相去之远，亦曹雪芹之所以不可及也。”
《红楼梦》是中国许多人所知道，至少，是知道这名目的书。谁是作者和续者姑且勿论，单是命意，就因读者的眼光而有种种：经学家看见《易》，道学家看见淫，才子看见缠绵，革命家看见排满，流言家看见宫闱秘事……。在我的眼下的宝玉，却看见他看见许多死亡；证成多所爱者当大苦恼，因为世上，不幸人多。惟憎人者，幸灾乐祸，于一生中，得小欢喜少有罣碍。然而憎人却不过是爱人者的败亡的逃路，与宝玉之终于出家，同一小器。但在作《红楼梦》时的思想，大约也止能如此；即使出于续作，想来未必与作者本意大相悬殊。惟被了大红猩猩毡斗篷来拜他的父亲，却令人觉得诧异。    ——《集外集拾遗补编•<绛洞花主>小引》
看《红楼梦》，觉得贾府上是言论颇不自由的地方。焦大以奴才的身分，仗着酒醉，从主子骂起，直到别的一切奴才，说只有两个石狮子干净。结果怎样呢？结果是主子深恶，奴才痛嫉，给他塞了一嘴马粪。其实是，焦大的骂，并非要打倒贾府，倒是要贾府好，不过说主奴如此，贾府就要弄不下去罢了。然而得到的报酬是马粪。所以这焦大，实在是贾府的屈原，假使他能做文章，我想，恐怕也会有一篇《离骚》之类。   ——《伪自由书》
才子原是多愁多病，要闻鸡生气，见月伤心的。一到上海，又遇见了婊子。去嫖的时候，可以叫十个二十个的年青姑娘聚集在一处，样子很有些象《红楼梦》，于是他就觉得自己好象贾宝玉；自己是才子，那么婊子当然是佳人，于是才子佳人的书就产生了。   ——《上海文艺之一瞥》
至于说到《红楼梦》的价值，可是在中国底小说中实在是不可多得的。其要点在敢于如实描写，并无讳饰，和从前的小说叙好人完全是好，坏人完全是坏的，大不相同，所以其中所叙的人物，都是真的人物。总之自有《红楼梦》出来以后，传统的思想和写法都打破了。——它那文章的旖旎和缠绵，倒是还在其次的事。但是反对者却很多，以为将给青年以不好的影响。这就因为中国人看小说，不能用赏鉴的态度去欣赏它，却自己钻入书中，硬去充一个其中的脚色。所以青年看《红楼梦》，便以宝玉，黛玉自居；而年老人看去，又多占据了贾政管束宝玉的身分，满心是利害的打算，别的什么也看不见了。   ——《清小说之四派及其末流》

### 关于后四十回的成败
- 胡适虽然认为后四十回不是曹雪芹原著而是高鹗续作，但对后四十回评价并不低：“平心而论，高鹗补的四十回，虽然比不上前八十回，也确然有不可埋没的好处。他写司琪之死，写鸳鸯之死，写妙玉的遭劫，写凤姐的死，写袭人的嫁，都是很精彩的小品文字，最可注意的是这些人都写作悲剧的下场。还有那最重要的‘木石前盟’一件公案，高鹗居然忍心害理的教黛玉病死，教宝玉出家，作一个大悲剧的结束，打破中国小说团圆迷信，这一点悲剧眼光，不能不令人佩服。”[41]
- 鲁迅认为：“后四十回虽数量止初本之半而大故迭起，破败死亡相继，与所谓‘食尽鸟飞独存白地’者颇符，惟结末又稍振。”[42]
- 俞平伯肯定了“四美钓鱼”、“双玉听琴”、“宝玉作词祭晴雯及见黛玉”等6项较为精彩，但对宝玉中举仙去被封妙真人、贾府兰桂齐芳等提出20条“最大的毛病”，并认为“续书” 整体水平远不能与前八十回相比，但在一定程度上有可取之处。[43]但在晚年，俞平伯又认为，“胡适、俞平伯是腰斩《红楼梦》的，有罪；程伟元、高鹗是保全《红楼梦》的，有功。大是大非！” “千秋功罪，难以辞达。” [44]
- 周汝昌在1953年出版的《红楼梦新证》中，对后四十回深恶痛绝并彻底否定，认为后四十回是 “狗尾续貂”[45]。此外，周汝昌还认为《红楼梦》共108回，前后各54回构成两扇大对称结构，“一部《石头记》原计划是写一百零八名女子英豪（一百零八钗）——如《水浒》之写一百零八条男子好汉”[46]，“专为和《水浒》唱对台戏——你写108条绿林好汉，我写108位脂粉英雄（秦可卿语）”[47]，而聂绀弩却认为“周汝昌根本不懂《红楼梦》!”[48][49]
- 林语堂认为后40回主要就是曹雪芹所写，并肯定后40回的成就。他认为：“ 前八十回几百条草蛇灰线伏于千里之外的，此时都须重出，与前呼应人物故事，又须顺理成章，贯串下来，脉脉相通而作者学识经验、文学才思，又皆足以当之”、“我不相信高鹗有此本领”、“老实说，《红楼梦》之所以成为第一流小说，所以能迷了万千的读者为之唏嘘感涕，所以到二百年后仍有绝大的魔力，倒不是因为有风花雪月、咏菊赏蟹的消遣小品在先，而是因为他有极好极动人的爱情失败，一以情死，一以情悟的故事在后。初看时若说繁华靡艳，细读来皆字字血痕也。换言之，《红楼梦》之有今日的地位，普遍的魔力，主要是在后四十回，不在八十回。 或者说是因为八十回后之有高本四十回。 所以可以说，高本四十回作者是亘古未有的大成功。(47节）”，并且，他在《平心论高鹗》第 54节中排出小说中十四件事，这十四件事均与前80回线索有关，且认为“不但能将各人与前八十回互相照应，并且能体会入微，写出各人之性情品格、居心行事，与前若合符契，真是难能可贵。”[50][51]
- 舒芜认为“自从一百二十回本问世以后，胡适的《红楼梦考证》发表以前，一百多年间的普通读者的绝大多数全都相信后四十回确是曹雪芹的原作，读的最感动乃至抛书痛哭的地方都在第九十七、九十八回，这就是说，即使后四十回全是高鹗手笔，广大普通读者实际上已经肯定他续得成功。”，并认为后40回是在曹雪芹原稿上由程高补写的，所以“好的地方太好，坏的地方又太坏”。[52]
- 王蒙肯定后四十回的文学价值，认为“不能胶柱鼓瑟地认为写人死净家败光才一定好。”[53]
- 张兴德认为虽然后40回没有前80回写得好，但也不失为优秀的文学作品：“后四十回应该和同时期的一些续书或小说比。首先应该和繁多的《红楼梦》的续书比。没有那一部《红楼梦》的续书可以和《红楼梦》的后四十回相比。《水浒传》的也有一些续书，如《荡寇志》《水浒后传》《后水浒传》等，和《红楼梦》的后四十回比也不行。还有，就是和其前后时间差不多的一些小说比，包括像《儿女英雄传》《三言二拍》《十层楼》这样的作品，也都远远不如《红楼梦》的后四十回，至于其它的一些才子佳人小说就更不用说了。可以说，《红楼梦》的后四十回，仍不失为优秀的文学作品。”[54]

### 关于书的主题
殆胡适作考证，乃较然彰明，知曹雪芹实生于荣华，终于苓落，半生经历，绝似“石头”，著书西郊，未就而没……                               ——《清之人情小说》
由此可知《红楼梦》一书，说是大部分为作者自叙，实是最为可信的一说。  ——《清小说之四派及其末流》

## 衍生作品

### 影视
据《红楼梦》改编的影视剧非常之多，中国红学会认为国内具有影响力的作品为1944年周璇主演的电影版《红楼梦》、1962年徐玉蘭、王文娟主演的越剧电影《红楼梦》、1987年央视版电视剧《红楼梦》、1989年北影版电影《红楼梦》和2010年的《新版红楼梦》。
- 在中国大陆，最受欢迎的《红楼梦》改编影视作品是1987年央视版电视剧《红楼梦》，该剧由多位文艺界泰斗担任顾问，且专门建造正定荣国府、北京大观园作为拍摄基地，从开始酝酿到拍摄完成、播出，前后共花费了5年多的时间，相对完整地展现了前80回的全貌，80回之后部分不依程高本而是根据一些红学家的观点重写内容拍摄的。该剧艺术水准极高，该剧重要顾问、著名红学家周汝昌评价它是“首尾全龙第一功”[56]。

- 台湾华视制作的1996版《红楼梦》最大的优势是它73集的容量，全剧于上海大观园拍摄。八十回之后的剧本并非改编自通行程高本后40回，而是参考脂砚斋评点本、旧时真本等改编而成。

- 北京电视台于2008年到2009年拍摄的《新版红楼梦》投资高达1.18亿元，但此剧从开拍初始就伴随许多争议和批评[57][58]。本剧80回后情节按通行程高本后40回拍摄，剧末演职员表注明后40回是“无名氏续，程高整理”。

### 现代舞
- 《红楼梦》云门舞集十周年纪念舞码，林怀民于1983年编舞，2005年春季封箱演出。与其他表演方式最大的差别在于：《红楼梦》现代舞中并无强调十二钗的角色，而由舞者的服装让观众自由想象，并藉舞台的布景和灯光产生春夏秋冬四季交替，表现大观园由盛而衰的历程。该出舞剧于2005年3月25日到4月3日在台湾台北国家戏剧院四度上演，也是封箱演出。

### 戏曲
清末，小說第23回「黛玉葬花」改編為京劇。民國初年，名演員梅蘭芳和歐陽予倩重新編演此劇，使「黛玉葬花」故事脍炙人口。
- 越剧《红楼梦》
- 黄梅戏《红楼梦》
- 昆曲《红楼梦》、《晴雯》
- 京剧《黛玉葬花》、《晴雯撕扇》、《晴雯補裘》、《寶蟾送酒》、《红樓二尤》、《尤三姐》、《王熙鳳大鬧寧國府》、《探春》
- 粤剧《红楼梦》。徐若呆版原為新聲劇團編 (上、下)集，唐涤生再為仙鳳鳴劇團編撰，葉紹德後又為雛鳳鳴劇團改編。
- 台视杨丽花歌仔戏《红楼梦》。1989年播映，由杨丽花演贾宝玉，许秀年演林黛玉，青蓉演薛宝钗，高玉珊演王熙凤。
- 台灣豫劇團《劉姥姥》。2009年首演，由王海玲飾劉姥姥，蕭揚玲飾王熙鳳，朱海珊飾賈母。

### 戲剧
- 歌剧《红楼梦》，由朝鲜血海歌剧团创作。
- 舞台劇《賈寶玉》，非常林奕華創作，2011年。
- 歌剧《红楼梦》（英语：Dream of the Red Chamber (opera)），由美国华裔作曲家盛宗亮创作，2016年首演。
- 音樂劇《紅樓夢想》，黃洋達劇本，762@神奇膠音樂監製，熱血劇場出品，2020年。

### 音樂
- 英文清唱劇《紅樓夢》，台大合唱團委託創作，陳煒智作詞，劉新誠作曲，於2008年首演。[60]

### 文学作品
- 林语堂的英文小说《京华烟云》可以说是《红楼梦》的现代版，基本情节都是取材于《红楼梦》，但人物和背景是20世纪初的北平。

- 张恨水在1920年代中耗时六年完成的小说《金粉世家》，曾被评为“颇似取径《红楼梦》，可曰新红楼梦”（《金粉世家》原序）。这部小说描写民国年代的总理兼银行总董事金铨一家由富甲天下到一贫如洗的兴衰史，其中又以金铨的七公子金燕西与贫家女子冷清秋从追求到结婚到相厌为主线，在叙事手法和故事结构上，都与《红楼梦》有相似之处。

- 高阳曾致力红学考据工作，并以他的观点撰写考据文章与相关小说。考据文章结集有《高阳说曹雪芹》《高阳说红楼梦》等，相关小说有《红楼梦断》系列（《秣陵春》《茂陵秋》《五陵游》《延陵剑》）《曹雪芹别传》《三春爭及初春景》《大野龙蛇》等。

### 绘画
- 故宫的长春宫，整个院子四面游廊的壁画，都是画的《红楼梦》题材。

- 故宫博物院并收藏有《红楼梦十二金钗图》。

- 人民文学出版社出版的《红楼梦古画录》，全面梳理汇集了红楼古画，收有数十版本近500幅精彩的红楼古画。

### 小人书
1982-1984年出版《红楼梦》小人书，全套16本，分别由不同画家完成，封面为著名画家戴敦邦之作，现已成为收藏品。

### 游戏
1998年，台灣智冠科技發行由七彩狼工作室所製作的DOS版成人向戀愛遊戲《紅樓夢之十二金釵》，2001年發行Windows典藏版。玩家扮演賈寶玉，透過在大觀園中的劇情發展以及平日的養成培育，可攻略黛玉、寶釵、湘雲、迎春、李紈、妙玉、襲人等女性角色，最終有二十餘種結局。
2009年春初，北京娱乐通制作了一款根据《红楼梦》改编的恋爱冒险游戏。玩家将扮演名为神瑛侍者的神仙，在遭遇妖魔攻击后魂魄被打散，转世成为贾宝玉。在大观园内与林黛玉、薛宝钗等众姐妹们一起成长与生活中，主角凭借着残留在脑海中依稀模糊的印象，不断追寻着自己作为神瑛侍者的记忆，故事从此拉开帷幕。除了钗黛之外、袭人、晴雯、王熙凤等约60个耳熟能详的人物都将出现在游戏之中。
2010年年初，北京娱乐通发行续作《红楼梦：林黛玉与北静王》（台灣譯名《再續紅樓夢》）。
脚本由香港脚本作家莫妮芙（Moref）撰写、主美由动漫插画家白婕担任。游戏程序由《仙剑客栈》主程胡颖卓设计。《吉祥三宝》音乐制作人秦万民为游戏制作了3首歌曲和32首背景音乐。特邀正大国际的青年歌手曲泉丞为本游戏创作并演唱了一首插曲《梦红楼》。

### 有聲書
- 蔣勳《細說紅樓夢有聲書》，耕心藝術出版

## 改編及续作
- 逍遥子《后红楼梦》
- 临鹤山人《红楼圆梦》
- 归锄子《红楼梦补》
- 花月痴人《红楼幻梦》
- 王兰沚《绮楼重梦》
- 陈少海《红楼复梦》
- 海圃主人《续红楼梦》
- 秦子忱《续红楼梦》
- 嫏嬛山樵《补红楼梦》
- 嫏嬛山樵《增补红楼梦》
- 周玉清《红楼新续》
- 劉心武《劉心武續紅樓夢》
- 《癸酉本石头记》[61]

## 纪念
1984年到1989年间，为了拍摄《红楼梦》电视剧，而在北京兴建了北京大观园，在河北正定兴建了荣国府。上海大观园也于1988年建成。
爱神星上有两座环形山分别以书中的人物贾宝玉和林黛玉的名字命名。
香港浸會大學於2006年開辦的華文長篇小說獎取名紅樓夢獎，兩年一次表揚全世界的優秀華文長篇小說。

## 译本
至2017年超過150種不同篇幅文字版本，共40種120回全译本以20多种文字（日文、朝鮮文、越南文、緬甸文、俄文、捷克文、英文、法文、西班牙文等）寫成；其中荷蘭語為最新全譯本。

### 韓譯本
- 樂善齋本全譯《紅樓夢》，余117冊，1884年，或為李仲泰主導翻譯，世界最早全譯本。[66][67]
- 李周洪译，《紅樓夢》，1969，全譯本共5冊，汉城乙酉文化社出版，漢城（今首爾）。
- 延边大学红楼梦翻译小组，《紅樓夢》，1978－1980，延边人民出版社出版，延邊。[66]
- 外文出版社翻译组，《紅樓夢》，1978－1982，北京外文出版社出版，北京。[66]
- 禹玄民譯，《新譯紅樓夢》，1982，全譯本共6冊，汉城「瑞文文库」285 一290, 瑞文堂出版，漢城。
- 李仲泰等譯，《紅樓夢》，1988，全譯本共15冊，亞細亞文化社出版，漢城（今首爾）。

### 日譯本
- 幸田露伴・平岡龍城合譯（《国訳漢文大成》第14～16巻，国民文庫刊行会），1920-1922。第一个80回全譯本。
- 飯塚朗譯（《世界文学全集》第11・12・13卷，集英社），1979-1980。
- 松枝茂夫譯（岩波文庫），全12卷，1972-1985。
- 伊藤漱平譯（平凡社），全12卷，1996-1997。
- 井波陵一譯（岩波書店），全7卷，2013-2014。

### 俄译本
- Цао Сюэ-цинь. "Сон в красном тереме", М., Государственное издательство художественной литературы, 1958. Перевод Панасюка.

### 英译本
- Cao Xueqin, Gao E: The Story of the Stone. London, U.K.: Penguin (five volumes) 1973-1986.

霍克思(David Hawkes)译前八十回、闵福德(John Minford)译后四十回
- Cao Xue Qin: The Dream of the Red Chamber. New York, U.S.A.: Penguin Group 1996. ISBN 0-14-600176-1
- A Dream of Red Mansions. Beijing, China: Foreign Language Press,三卷, 1978-80.

杨宪益、戴乃迭(Gladys Yang)合译
- Translation by Rev Bramwell Bonsall香港大学图书馆数码化项目

### 法译本
- CAO XUEQIN, Le rêve dans le pavillon rouge;Gallimard, Paris 1981 ISBN 2-07-011021-4

李治华译、铎尔孟校

### 德译本
- 弗兰兹·库恩：Der Traum der roten Kammer. Aus dem Chinesischen von Franz Kuhn. Frankfurt a.M. 1995 ISBN 3-458-33472-6

### 馬來譯本
- 馬大中文系畢業生協會（PERJATI）、馬來人寫作基金會（Yayasan Karyawan）合譯；孫彥莊、許文榮（皆為馬來西亞華人）統籌；馬來西亞國家語文局（英语：Dewan Bahasa dan Pustaka）出版，吉隆坡：Mimpi di Mahligai Merah，全譯本共六冊，2007-2017，首部全譯本。[63][68]

## 研究書目
- 胡適：《胡適紅樓夢研究論述全編》（上海：上海古籍出版社，1988）。
- 余英時：《紅樓夢的兩個世界》（上海：上海社會科學出版社，2002）。
- 吳世昌：《紅樓夢探源外編》（上海：上海古籍出版社，1980）。
- 宋淇：《紅樓夢識要》（北京：中國書店，2000）。
- 余國藩著，李奭學譯：《紅樓夢、西游記及其他》（北京：三聯書店，2006）。
- 余國藩著，李奭學譯：《重讀石頭記：《紅樓夢》裏的情欲與虛構》（台北：城邦文化事業股份有限公司，2004）。
- 周策縱：《紅樓夢案——周策縱論紅樓夢》（北京：文化藝術出版社，2005）。
- 刘广定：〈从“传诗”探《红楼梦》的成书经过（页面存档备份，存于）〉。
- 黃一農：〈《红楼梦》中“借省亲事写南巡”新考（页面存档备份，存于）〉。
- 黄一农：〈从纳兰氏四姊妹的婚姻析探《红楼梦》的本事〉。
- 浦安迪：〈红楼梦原稿为百回本的设说（页面存档备份，存于）〉。
- 周建渝：〈《石頭記》的敘述層次及其功能與意義（页面存档备份，存于）〉。
- 周建渝：〈“文本互涉”视野中的《石头记》（页面存档备份，存于）〉。
- 余國藩：〈閱讀「紅樓夢」(上)  （页面存档备份，存于）〉。
- 余國藩：〈閱讀「紅樓夢」(下)  （页面存档备份，存于）〉。
- 朱崇儀：〈無法回歸原點：重讀《紅樓夢》之「前序」與「後跋」（页面存档备份，存于）〉。
- 廖咸浩：〈警幻與覺迷——《紅樓夢》與遺民情懷（页面存档备份，存于）〉。
- 陈炳良：〈《红楼梦》中的神话和心理（页面存档备份，存于）〉。
- 蕭馳：〈從「才子佳人」到《紅樓夢》：文人小說與抒情詩傳統的一段情結（页面存档备份，存于）〉。
- 蕭馳：〈從互文關係論《石頭記》的悖論敘事主題（页面存档备份，存于）〉。
- 應磊：〈“劫”遭逢现代计时器：《红楼梦》的时间意识与焦虑内核（页面存档备份，存于）〉。
- 叶嘉莹：〈漫谈《红楼梦》中的诗词（页面存档备份，存于）〉。
- 王润华：〈《红楼梦》中的现代诗（页面存档备份，存于）〉。
- 合山究：〈《红楼梦》的女性崇拜思想及其源流（页面存档备份，存于）〉。
- 合山究：〈《红楼梦》与花（页面存档备份，存于）〉。
- 黃一農：〈《红楼梦》早期读者间之亲属关系辨误（页面存档备份，存于）〉。
- 黃一農：〈清代传禁《红楼梦》之人脉网络：从赵烈文日记谈起（页面存档备份，存于）〉。
- 浦安迪：〈晚清儒教与张新之批本《红楼梦》（页面存档备份，存于）〉。
- 刘广定：〈己卯本与蒙府本后四十回抄成时期考（页面存档备份，存于）〉。
- 刘广定：〈谈戚序本第六十七回（页面存档备份，存于）〉。
- 伊藤漱平：〈程伟元刊《新镌全部绣像红楼梦》小考(上)（页面存档备份，存于）〉。
- 伊藤漱平：〈程伟元刊《新镌全部绣像红楼梦》小考(下)（页面存档备份，存于）〉。

## 延伸阅读
[在维基数据编辑]
 在维基文库阅读本作品原文（ 在维基共享资源阅览影像）
 《脂硯齋重評石頭記》
 《脂硯齋重評石頭記甲戌本》
 《紅樓夢（程甲本）》
 《紅樓夢（程乙本）》